# Joel (imię)
Joel – męskie imię teoforyczne, pochodzące od hebrajskiego Jo’el, co oznacza „Jahwe jest Bogiem”. Patronem tego imienia jest Joel, jeden z proroków mniejszych; jako błogosławionego czczono również mało znanego opata Joela z Pulsano (XII wiek).
Joel imieniny obchodzi 13 lipca.
Znane osoby noszące imię Joel:
- Joël Abati – piłkarz ręczny reprezentacji Francji
- Joel Asaph Allen – amerykański ornitolog i systematyk
- Joel Barnett – brytyjski polityk
- Joël Bats – francuski piłkarz i trener
- Joel Beeson – amerykański model i aktor
- Joel Benjamin – amerykański arcymistrz szachowy
- Joel Thomas Broyhill – polityk i przedsiębiorca amerykański
- Joel Camargo – brazylijski piłkarz
- Joël Chenal – francuski narciarz alpejski
- Joel Coen – jeden z braci Coen
- Joël Corminbœuf – piłkarz szwajcarski
- Joel Dorn – amerykański producent muzyczny
- Joel Edgerton – australijski aktor
- Joël Epalle – kameruński piłkarz
- Joel Feeney – kanadyjski muzyk country
- Yoel García – kubański lekkoatleta
- Joel Gretsch – amerykański aktor
- Joel Grey – amerykański aktor
- Jo’el Chason – izraelski polityk
- Joel Hastings Metcalf – amerykański astronom
- Joel Hefley – polityk amerykański
- Yoel Hernández – kubański lekkoatleta
- Joel Henry Hildebrand – amerykański uczony chemik
- Joël Lautier – francuski szachista
- Joel Lehtonen – fiński pisarz
- Joel Madden – amerykański muzyk poppunkowy
- Joel Antônio Martins – brazylijski piłkarz
- Joell Ortiz – amerykański raper
- Jean-Joël Perrier-Doumbé – kameruński piłkarz
- Joel Rifkin – amerykański seryjny morderca
- Joel Sánchez – piłkarz meksykański
- Joel Schumacher – amerykański reżyser, scenarzysta i producent filmowy
- Joel Sirkes – talmudysta
- Joel Stransky – rugbysta południowoafrykański
- Joel West – amerykański aktor teatralny
- Nils-Joel Englund – szwedzki biegacz narciarski
- Haley Joel Osment – amerykański aktor
- Joel Thomas „deadmau5” Zimmerman – kanadyjski DJ, producent muzyki elektronicznej